# JAC T6
JAC T6 — пикап, производимый с 2016 года китайской компанией JAC Motors.

## История
Модель выпускается с 2016 года, за основу была взята рама Toyota Hilux.
Цены на домашнем рынке Китая от 85 800 юаней до 127 800 юаней (по состоянию на 2019 год).

## Технические характеристики
Габариты: длина — 5310 мм, ширина 1830 мм, высота 1810 мм. Колёсная база — 3000 мм.
Дорожный просвет — 207 мм. Угол въезда — 29,6 градуса, угол съезда — 22,4 градуса, угол рампы — 23,5 градуса.
Подвеска — передняя независимая пружинная, на двойных поперечных рычагах, задняя — зависимая рессорная.
Двигатель:
- турбодизель объёмом 2.0 литра, мощностью 136 л. с., крутящий момент — 320 Нм.
- бензиновый турбированный объёмом 2.0 литра, мощностью 177 л. с., крутящий момент — 290 Нм.

Коробка передач — только 6-ступенчатая МКПП.
Привод — полный привод по схеме Part-Time, с жёстко подключаемым передним мостом.
Грузовая платформа — стандартная (1520 × 1520 × 470 мм) и удлинённая версия LWB (1810 × 1520 × 470 мм).

## На рынке России
На рынке России с сентября 2019 года, поставляются машины, собранные по крупноузловой сборке на казахстанском предприятии «СарыаркаАвтоПром».
Диапазон цен от 1 299 000 рублей, до 1 499 000 рублей (по состоянию на 2019 год).
Продажи: в ноябре и декабре 2019 года — 28 экземпляров; в 2020 году — 229 экземпляра, в 2021 году — 522 экземпляра, по итогам 6 месяцев 2022 года — 225 экземпляра.

### Sollers ST6
В 2023 году началась сборка пикапов для российского рынка под именем Sollers ST6, машины собирают крупноузловым способом на заводе во Владивостоке. Автомобиль отличается от модели JAC T6 только решёткой радиатора и эмблемами.